# Myrmecia rufinodis
Myrmecia rufinodis är en myrart som beskrevs av Smith 1858. Myrmecia rufinodis ingår i släktet bulldoggsmyror, och familjen myror. Inga underarter finns listade i Catalogue of Life.